# 约翰·约瑟夫·富克斯
约翰·约瑟夫·富克斯（德語：Johann Joseph Fux；1660年—1741年2月13日），奥地利作曲家，音乐理论家。出生在斯蒂里亚的一个农民家庭，后来到格拉茨任管风琴师。1690年左右到维也纳，成为宫廷作曲家直到去世。富克斯的主要成就体现在音乐理论方面，他的《艺术津梁》是一部著名的对位法教科书，影响了几代作曲家。他的作品相較其它同期作曲家而言比較不那麼為人熟知，主要是宗教音乐。

## 外部連結
- 维基共享资源上的相關多媒體資源：约翰·约瑟夫·富克斯
- 约翰·约瑟夫·富克斯的免费乐谱，由国际乐谱典藏计划提供